# Jörn Lütjens
Jörn Lütjens (* Juni 1945 in Hohn) ist ein deutscher Ingenieur und Erziehungswissenschaftler (Berufsbildung); von 2005 bis 2010 Professor an der Universität Hamburg.

## Leben
Nach einer Ausbildung zum Maschinenschlosser (1960–1963) Studium (1965–1968) des Maschinenbaus an der Ingenieurschule Hamburg und dem Gewerbelehrerstudium (1968–1972) an der Universität Hamburg (Berufsfach: Metall- und Maschinentechnik / Unterrichtsfach: Physik mit Vertiefung in Astronomie) erwarb er 1979 die Promotion (Dr. phil.) bei Hans Ahlborn mit einer Arbeit über Experimentalunterricht in der Berufsschule.
Nach mehreren Jahren Erfahrung als Berufsschullehrer war Lütjens am Hamburger Landesinstitut für Lehrerausbildung als Seminarleiter tätig. Von 1985 bis 1990 erfolgte ein Auslandseinsatz in Südkorea als Berufsbildungsexperte und Dozent für Didaktik der Metalltechnik am Korea Institute of Technology (KIT).
Nach der Habilitation 1998 an der Technischen Universität Berlin für das Lehrgebiet Didaktik der Metall- und Maschinentechnik  war er von 2005 bis 2010 Professor an der Universität Hamburg: Fakultät Erziehungswissenschaft, Arbeitsbereich Berufspädagogik und Fachdidaktik Metalltechnik.

## Forschung und Lehre
Seine Forschungsschwerpunkte lagen in den Bereichen Didaktik der Werkstoffkunde in der Metalltechnik, Entwicklung von Unterrichtsmedien sowie die Realisierung von arbeitsprozessorientierten Lehr-Lernarrangements in der Berufsschule. Außerdem befasste sich Lütjens intensiv mit der Geschichte der Technik und Naturwissenschaften, insbesondere mit Arbeitsabläufen beim Nieten im Stahlschiffbau von frachtfahrenden Segelschiffen zu Beginn des 20. Jahrhunderts, siehe: Peking (Schiff) und mit der kulturhistorischen Entwicklung analoger Rechenhilfsmittel (vor allem Rechenschieber und Abakus).

## Schriften (Auswahl)
- Berufliche Erstausbildung in komplexen Lehr- und Lernsituationen. Die „Lernfabrik“ als produktions- und prozeßorientiertes Qualifikationskonzept im Berufsfeld Metalltechnik. Bremen 1999, ISBN 3-931737-81-0.

- The Abacus, one of the oldest Calculation Devices. In: Proceedings to 9th International Meeting of Collectors and Researchers of Slide Rules and other Historic Computing Instruments. Amsterdam 19.–20. Sept. 2003

- Machine-time Slide Rules. 3. Greifswalder Symposium zur Entwicklung der Rechentechnik und 12. International Meeting vom 28.09. - 01.10.2006  an der "Ernst Moritz Arndt" Universität Greifswald.

- mit Christine Hieber: Glossar, Auswahl auf Großseglern verwendeter seemännischer Fachausdrücke. Selbstverlag, Hamburg 2020

- mit Peter Behr: Viermastbark PEKING, Historische Konstruktionszeichnungen, belegt und ergänzt mit aktuellen Fotografien vor und während der Restaurationsphase 2019 bis 2020. Selbstverlag, Hamburg 2020[3]